# Лазурит
Лазури́т, лазу́ревый ка́мень,  или азу́рный шпат (англ. azure spar):14 — Na6Ca2(AlSiO4)6(SO4,S,CO3)2, также: лазу́ревый ка́мень, ляпи́с-лазу́рь или лазу́рик, реже буха́рский ка́мень:312  — сульфатсодержащий непрозрачный минерал от синего до голубовато-серого или зеленовато-серого цвета, подкласса каркасных силикатов. 
Лучшими считают камни сочного синего цвета или сине-фиолетовые, а также насыщенно голубые. «Ляпис-лазурью» назывались только плотные и однородно окрашенные тёмно-синие разновидности лазурита лучшего качества, пригодные для ювелирных вставок и декоративно-прикладных изделий.

## Этимология
Название этого камня «ляпис-лазурь» (лат. «lapis-lasure») появилось ещё в раннем Средневековье, обозначая его как «лазурный камень». Слово «лазурь» (лат. lasure) происходит от перс. «لاژورد»‎ — лāжвард — синий камень, лазурит. Лазурит в Средневековье называли ляпис-лазурью. В Италии его называли Lapis Lazzuli, во Франции — Pierre d’Azur. Современное название «лазурит» появилось в XVIII веке.

## Свойства
По составу алюмосиликат с присутствием серы. Часть атомов кремния замещена анионами S2− (чем больше анионов серы, тем гуще синий цвет лазурита). В ярко-синей разновидности содержание серы достигает 0,7 %. Фельдшпатоид.
В естественном состоянии камень насыщенного синего цвета с желтовато-белыми крапинками и прожилками. В древности люди принимали их за золото (на самом деле это серный колчедан), отчего стоимость и престиж камня росли. Плиний Старший в 70 году, как и многие до него, сравнивал лазурит со всполохами молний на мрачном небе.
Твёрдость по шкале Мооса составляет 5,5. Растворяется в HCl с выделением H2S.
Кристаллы лазурита очень редки, имеют форму октаэдра или ромбододекаэдра. Обычно лазурит встречается в виде тонко- и среднезернистых массивных агрегатов или прожилок в мраморе.
Часто лазуритом называют также неоднородную по составу породу, образованную плотным срастанием зёрен лазурита, содалита, доломита и кальцита, иногда с диопсидом и полевыми шпатами.

## Месторождения
Лазурит добывают в Афганистане (Бадахшан), в России (Южное Прибайкалье), Аргентине, Чили, США, Мьянме, Таджикистане (Памир). Не уступает по качеству бадахшанскому байкальский лазурит, а памирский отличается более светлыми оттенками и ценится ниже.

### Афганский лазурит
Афганский лазурит добывают на месторождении Сар-э-Санг в уезде Джарм, провинции Бадахшан в северо-восточном Афганистане.

Афганский лазурит признан красивейшим в мире. Копи в Бадахшане являются древнейшими; в те времена этот камень сложными путями попадал из Афганистана в Китай, Египет, Византию и Рим.
Афганский лазурит из месторождения Сары-Санг был обнаружен в гробницах фараонов и при раскопках Трои.

По имеющимся сведениям, нелегальная добыча и сбыт бадахшанского лазурита является вторым по величине источником дохода движения Талибан, а также причиной коррупции правительственных структур Афганистана.

## Применение

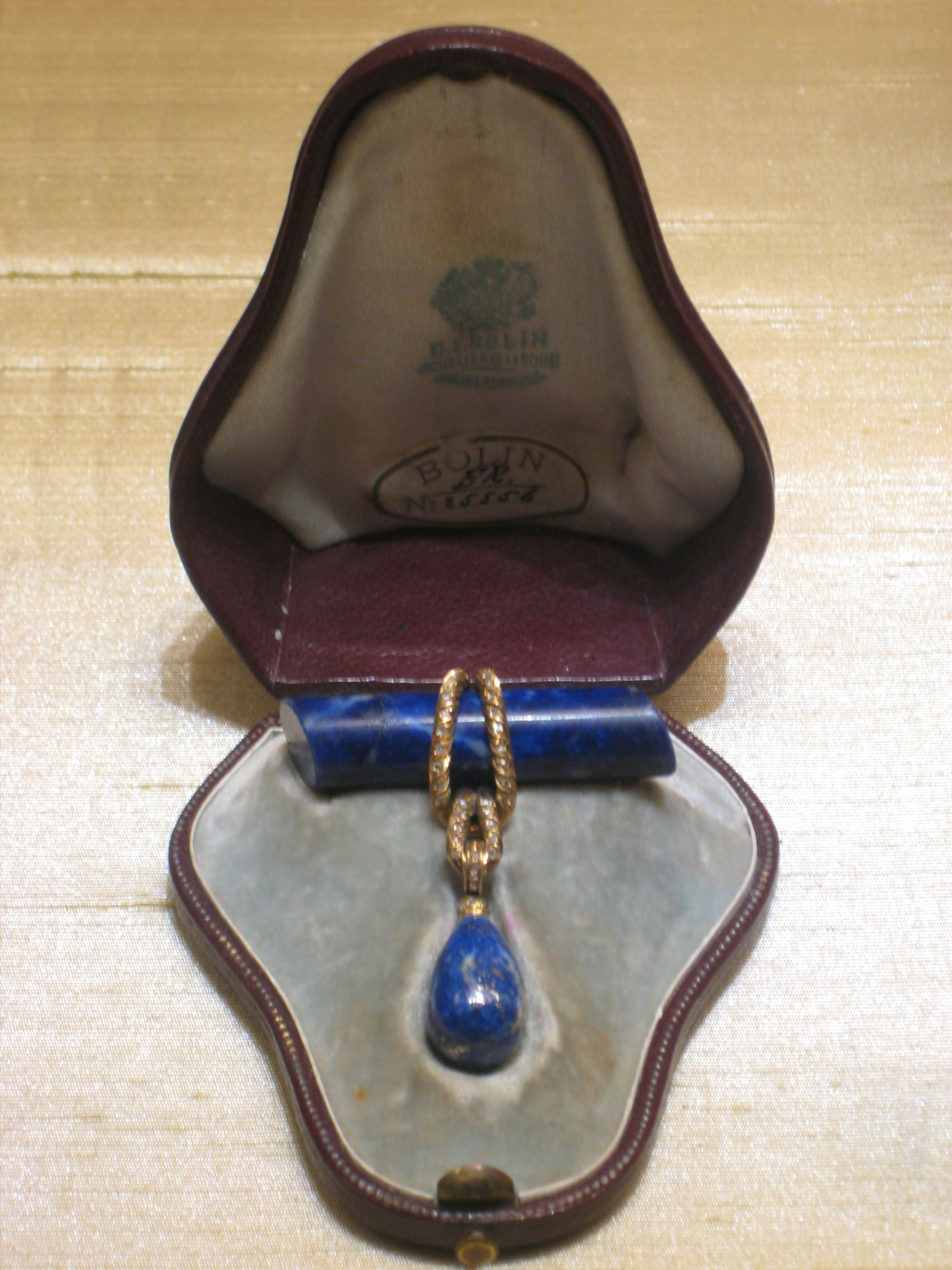
Брошь. СПб, 2-я пол. XIX в. Фирма «К. Э. Болин», мастер-монограммист CS (Карл Шуберт?). Лазурит, алмазы, золото

Лазурит — известнейший минерал синего тона, который в своих лучших образцах имеет ценные декоративные качества. По классификации А. Ферсмана этот минерал отнесён к поделочным камням первого порядка. Для сравнения можно отметить, что к тому же (первому) порядку поделочных камней относятся такие материалы, как: нефрит, везувиан, содалит, амазонит, лабрадор, орлец (родонит), малахит, авантюрин, кварцит, дымчатый кварц, горный хрусталь, агат (с его разновидностями), яшма, еврейский камень и розовый кварц.
Изо всех синих непрозрачных камней, известных в древние времена, именно ляпис-лазурь относилась к наиболее высоко ценимым. Этот поделочный минерал использовался для изготовления амулетов, ваз, шкатулок и других дорогих изделий домашнего обихода, а также как материал для составления дорогих мозаик и инкрустаций. Современное название появилось только в Средневековье; во времена Плиния этот камень назывался сапфиром. Плиний приводит такое его описание: «Ибо сапфир тоже сверкает пятнышками, подобными золоту. Он также лазурного цвета, хотя иногда, но редко, бывает пурпурным». В приведённых словах он в деталях описывает ляпис-лазурь, имеющую синий цвет, иногда модулирующий до пурпурного, и очень часто содержащую рассеянные вкрапления пирита, который по блеску и цвету напоминает золото.:451
В Средние века лазурит в Западную Европу поставлялся преимущественно из Ирана и Афганистана. Он был редким, привозимым издалека, сложным из-за твёрдой текстуры при добывании и потому очень дорогим. Лучшей ляпис-лазурью в Европе долгое время считался среднеазиатский лазурит, отсюда, собственно, и происходило одно из его названий: бухарский камень. И даже после обнаружения крупных месторождений лазурита в Прибайкалье долгое время бухарское сырьё продолжало удерживать за собой пальму первенства.

…но способен ли байкальский лазуревый камень <…> заменить собою бухарскую ляпис-лазурь — это ещё вопрос, который в Петербурге покуда не решён и, вероятно, долго останется нерешённым. Причина этого, как я полагаю, не находится в связи с достоинством камня, но единственно зависит от коммерческих расчётов поставщиков. Найденные г. Пермикиным экземпляры лазуреваго камня превосходят все лучшие образцы, попадавшиеся до сего времени. Особенно замечателен лиловый и светло-фиолетовый лазурик, а также и розовый, нигде до сих пор не встречавшийся:315.— Михаил Пыляев, «Драгоценные камни, их свойства, местонахождение и употребление»

### Ювелирные украшения
Ювелирный лазурит — тёмно-синий полиминеральный агрегат без видимых светлых включений. К ювелирным сортам относится плотный лазурит тёмно-синего, василькового и фиолетового цветов. Обрабатывается кабошоном или пластинами. В более низких сортах допускаются пятна белого, голубого и серого цвета, занимающие соответственно не более 15 % от общей площади поверхности камня. В самом дорогом лазурите из Бадахшана (Афганистан) обычны золотистые блёстки вкраплений пирита.
Лазурит используют в ювелирном деле как недорогой, но красивый поделочный камень. Лазурит — довольно мягкий и хрупкий минерал, легко обрабатывается и полируется.
Лазурит могут дополнительно красить в синий цвет или имитировать (подделывать) путём окраски в синий белых камней.
Из лазурита изготовляют декоративные вазы, шкатулки, статуэтки. В виде тонких пластин применяют для инкрустации в художественных мозаичных работах, а также для облицовки колонн, каминов и др. Один из наиболее ценных и наиболее древних минеральных пигментов.
Самые дорогие образцы высококачественного лазурита издавна считались царским (императорским) камнем и использовались для изготовления государственных регалий, предметов монаршего обихода и высочайших подарков. В частности, Михаил Пыляев пишет, что 1873 году, во время пребывания германского императора Вильгельма I в Санкт-Петербурге, Александр II сделал своему августейшему гостю множество богатых подарков, в числе которых было несколько ваз и других украшений для письменного стола, сделанных из «лазуреваго камня». Между этими подарками особенно тонкой работой выделялась миниатюрная модель памятника Петру I, в которой скала была сделана из превосходного лазурита, а сама статуя из матового серебра:316.
Лазуритовым шаром, по виду напоминающим снимок Земли из космоса (такой эффект даёт фактура камня) украшена рукоятка гербовой печати президента Украины.

### Живопись

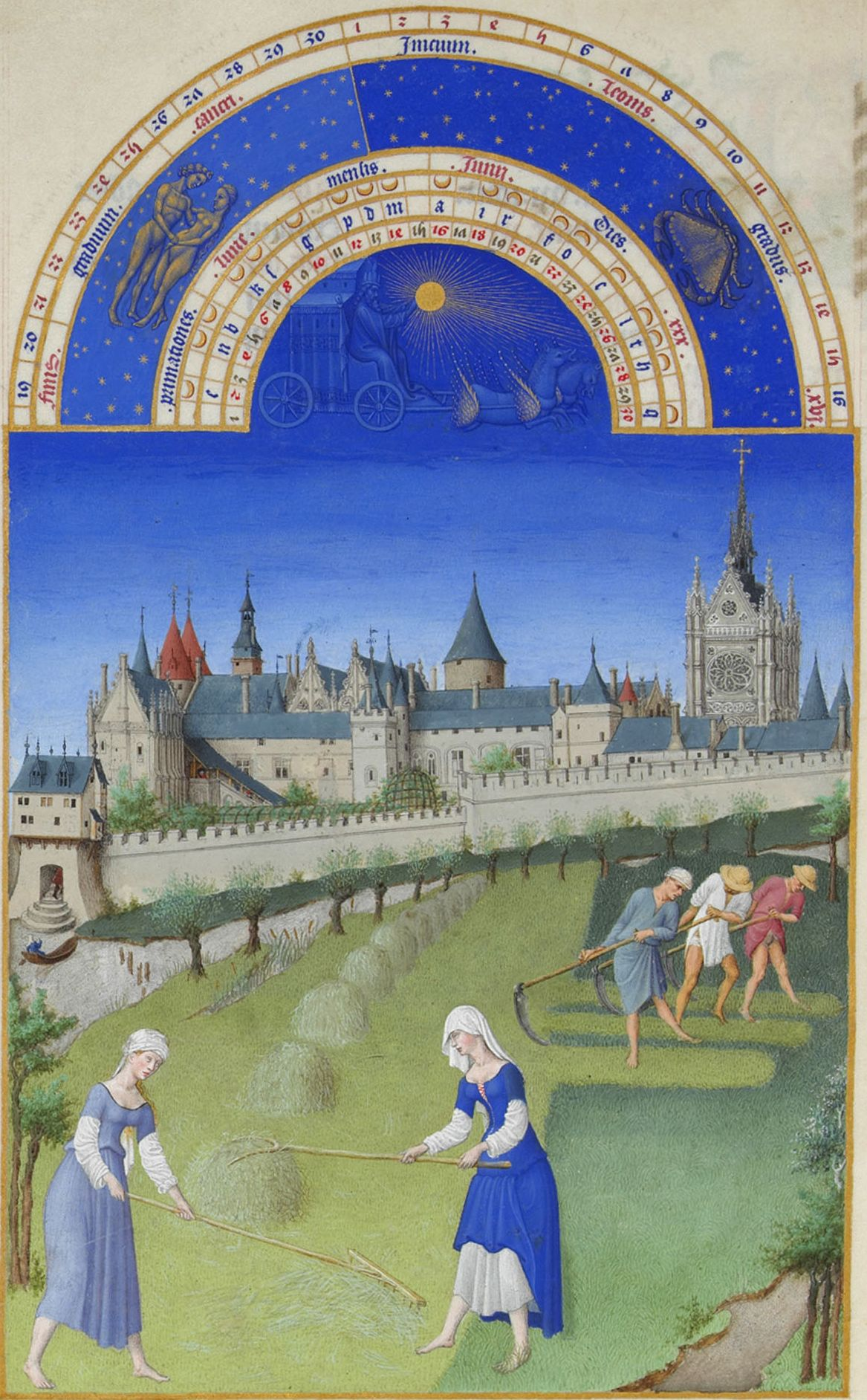
«Июнь» — иллюстрация братьев Лимбург из «Великолепного часослова герцога Беррийского» 1413—1416 годы

Переработка лазурита в пигмент для живописи была долгим и сложным процессом: требовалось не только перемолоть камень, но и отделить синий пигмент от примесей. Данную технику в Азии освоили гораздо лучше в сравнении с древними Грецией и Римом, где синий цвет оставался блеклым. Средневековые мастера очищали лазурит с помощью воска и вымачивания порошка в воде. Наибольшую популярность и конкуренцию лазуриту составили дешёвый синий пигмент — медная лазурь (Lapis armenus (из Армении), caeruleum Cyprium (с Кипра) горная синева) и синяя "смальта", которая изготавливалась путем "спекания" кристаллического силиката кальция, меди и соды.
Перетёртый лазурит является натуральным пигментом ультрамарин, также называемый ляпис-лазурь. С маслом образует прозрачную (лессировочную) краску, поэтому для получения непрозрачных покрытий смешивают с другими связующими (смолой, темперой, водяными красками (акварелью) и пр.) даже при использовании на картинах, в основном написанных масляными красками. В восточной живописи пигмент стал использоваться гораздо раньше, чем в Европе, но не ранее VI—VII веков. Например, ультрамарин широко использовался в росписях Кизила (китайский Туркестан), храмах Бамиан (Афганистан), древнего Согда (Афрасиаб, Пенджикент, Шахристан и др.) и других памятников вдоль Шёлкового пути. Ультрамарин низкого качества использовался и в византийских рукописях уже в VII веке.
Большое применение ляпис-лазурь нашла в работах средневековых миниатюристов, поскольку краска не годилась для обширных поверхностей. Наиболее показательна серия манускриптов XV — начала XVI столетия, которую открывает Великолепный часослов герцога Беррийского. Миниатюры этого часослова — один из первых примеров достоверного изображения ландшафтов в европейской средневековой живописи. В отличие от более ранних манускриптов, фоном для пейзажей служит не золотой или орнаментальный фон, а изображение неба, для которого использовалась водяная краска на основе ляпис-лазури. Средневековые манускрипты производили впечатление подлинной драгоценности не только благодаря качеству и насыщенности иллюстраций, но также и благодаря пигментам, изготовлявшимся на основе драгоценных и полудрагоценных минералов, в том числе и ляпис-лазури.

...важнейшая польза лазурика состоит в доставлении драгоценной краски, называемой ультрамарин, которая употребляется в живописи на масле, и имеетъ ту большую выгоду, что от времени не переменяется.— Василий Севергин, «Начертаніе технологіи минеральнаго царства...», 1821
Технология приготовления ультрамарина из лазурита была отработана веками и заключала несколько обязательных этапов, в ходе которых для проверки пигмента, а также ради лучшего измельчения его несколько раз раскаляли и доливали уксус.
В живописи натуральный ультрамарин использовался до конца 20-х годов XIX века, когда был вытеснен дешёвым искусственным ультрамарином, приз за изобретение которого был получен Ж.-Б. Гиме в 1828 году в Тулузе. Почти одновременно сходные способы производства ультрамарина были внедрены Христианом Гмелином в Тюбингене и Ф. А. Кётигом в Мейссене. Уже к 1830 году работали фабрики по производству этой краски во Франции и Германии.

## Галерея

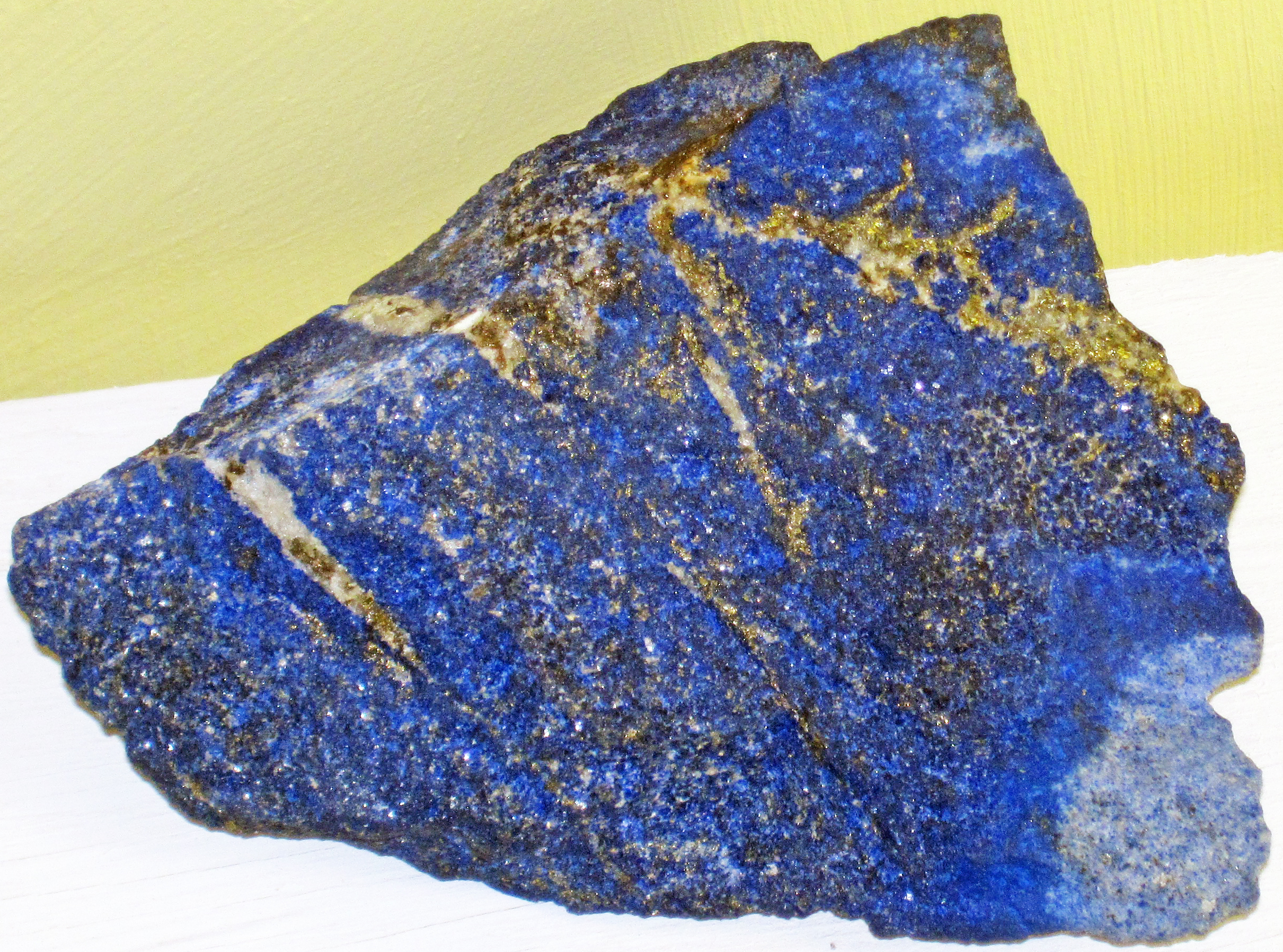
Камень из Афганистана с вкраплениями пирита и кальцита
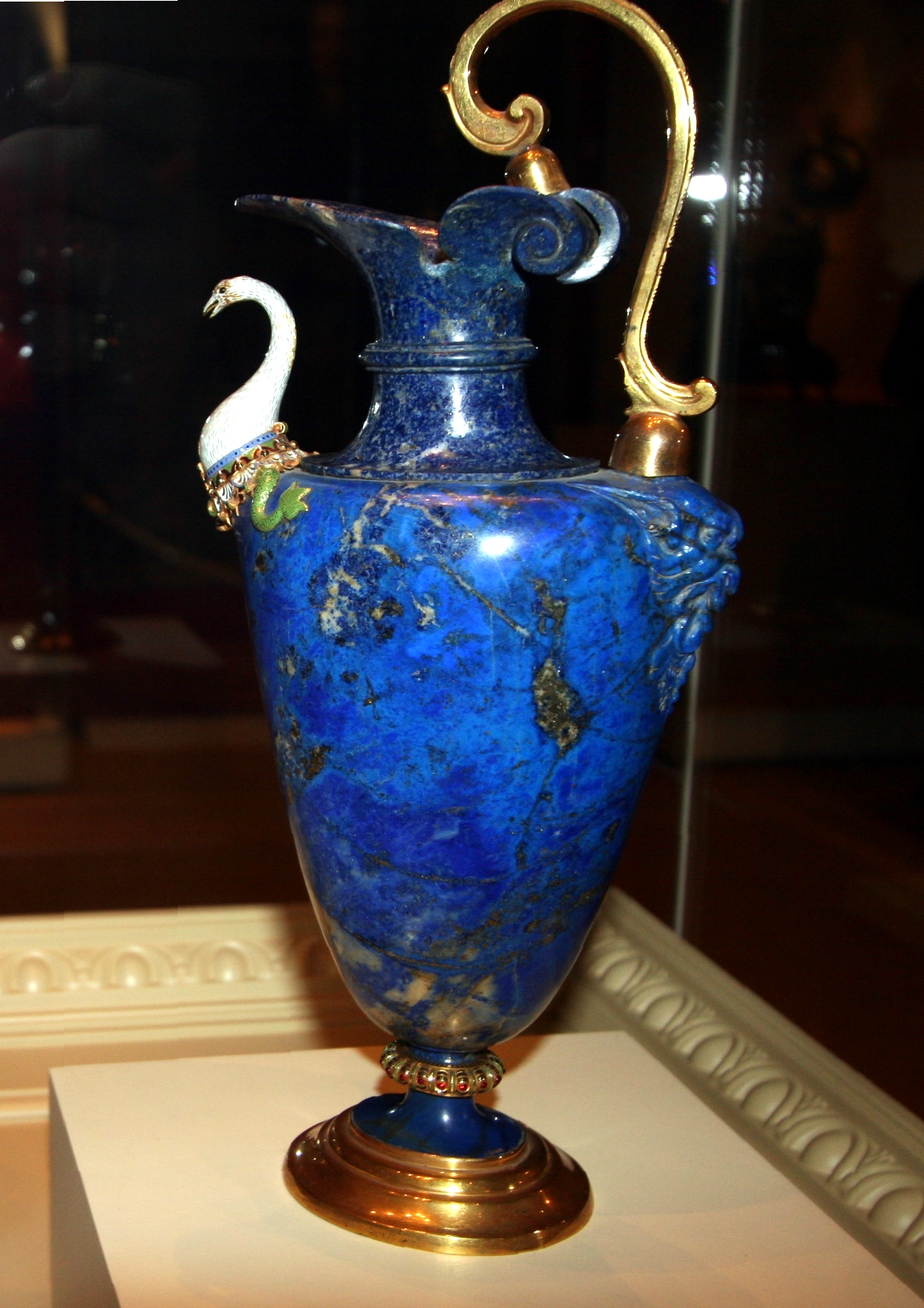
Ваза из лазурита на кремлёвской выставке 2011 года
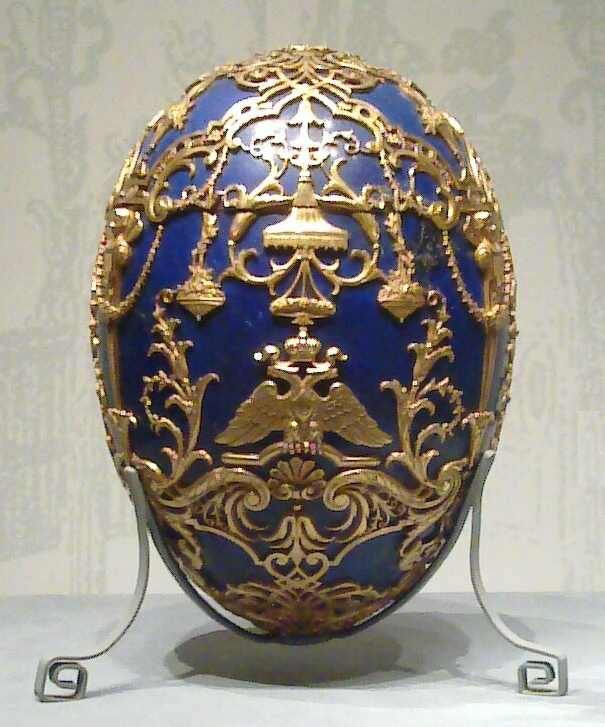
Царевич (яйцо Фаберже) 1912 года. Виргинский музей изобразительных искусств, США
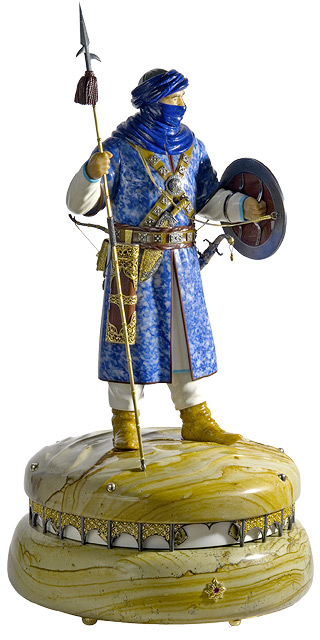
Механический хронометр «Туарег». Одежда и повязка выполнены из афганского и памирского лазурита
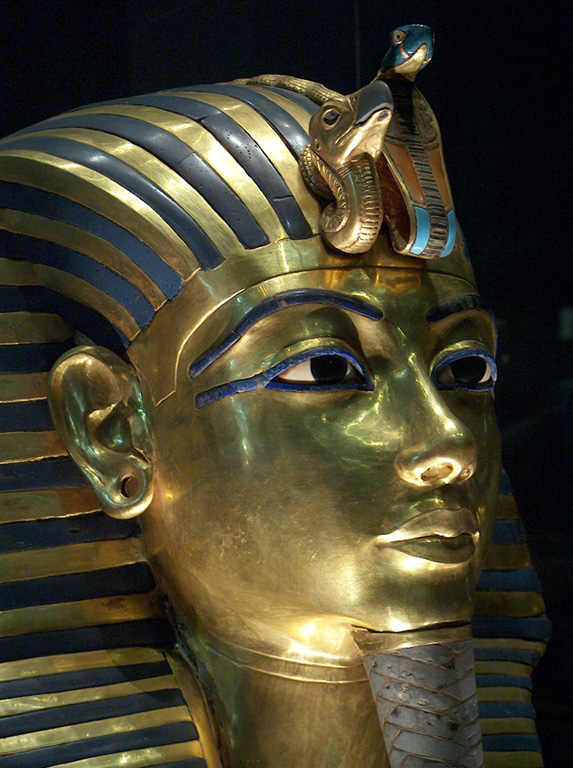
Брови из ляпис-лазури на маске Тутанхамона (1341-1323 до н.э.), Каирский музей
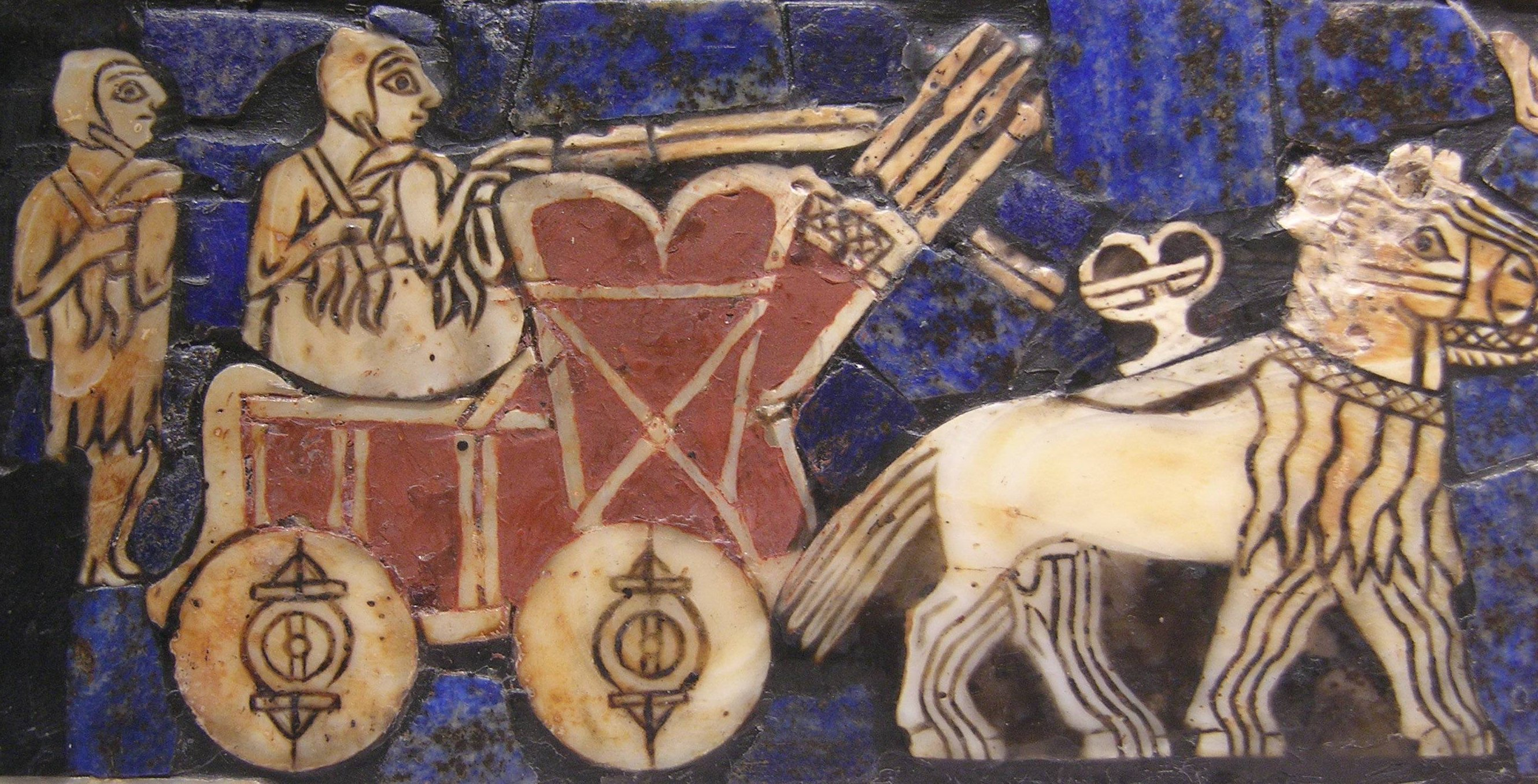
Штандарт войны и мира из Ура, ок. 2500 до н.э.